# Ла-Шапель-д’Армантьер
Ла-Шапе́ль-д’Армантье́р (фр. La Chapelle-d'Armentières) — коммуна во Франции, регион О-де-Франс, департамент Нор, округ Лилль, кантон Армантьер, в 15 км к северо-западу от Лилля. Через территорию коммуны проходит автомагистраль А25.
Население (2017 год) — 8 590 человек.

## Экономика
Структура занятости населения:
- сельское хозяйство — 0,9 %
- промышленность — 16,9 %
- строительство — 11,5 %
- торговля, транспорт и сфера услуг — 45,8 %
- государственные и муниципальные службы — 24,9 %

Уровень безработицы (2017) — 12,8 % (Франция в целом — 13,4 %, департамент Нор — 17,6 %). 

Среднегодовой доход на 1 человека, евро (2017) — 21 950 (Франция в целом — 21 110, департамент Нор — 19 490).

## Политика
Пост мэра Ла-Шапель-д’Армантьера с 2020 года возглавляет Дамьен Брор (Damien Braure). На муниципальных выборах 2020 года возглавляемый им правый список одержал победу в 1-м туре, получив 65,00 % голосов.
| Период | Период | Фамилия     | Партия        | Примечания                      |
| ------ | ------ | ----------- | ------------- | ------------------------------- |
| 1927   | 1989   | Анри Бушери |               |                                 |
| 1989   | 2020   | Бернар Куан | Разные правые | врач                            |
| 2008   |        | Дамьен Брор | Разные правые | директор бухгалтерской компании |

## Города-побратимы
- Берчингтон-он-Си, Великобритания

## Ссылки

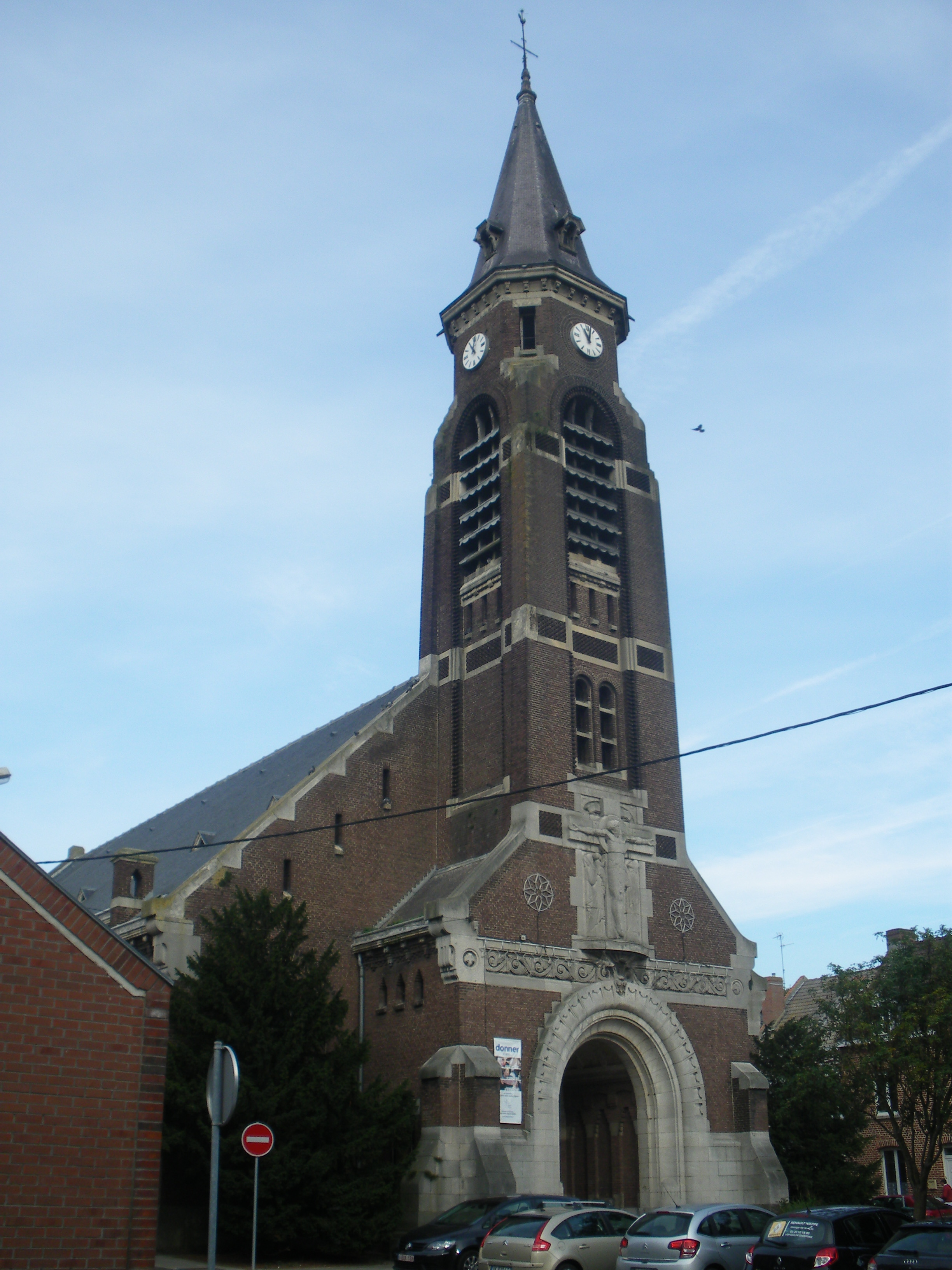
Церковь Святого Ведаста
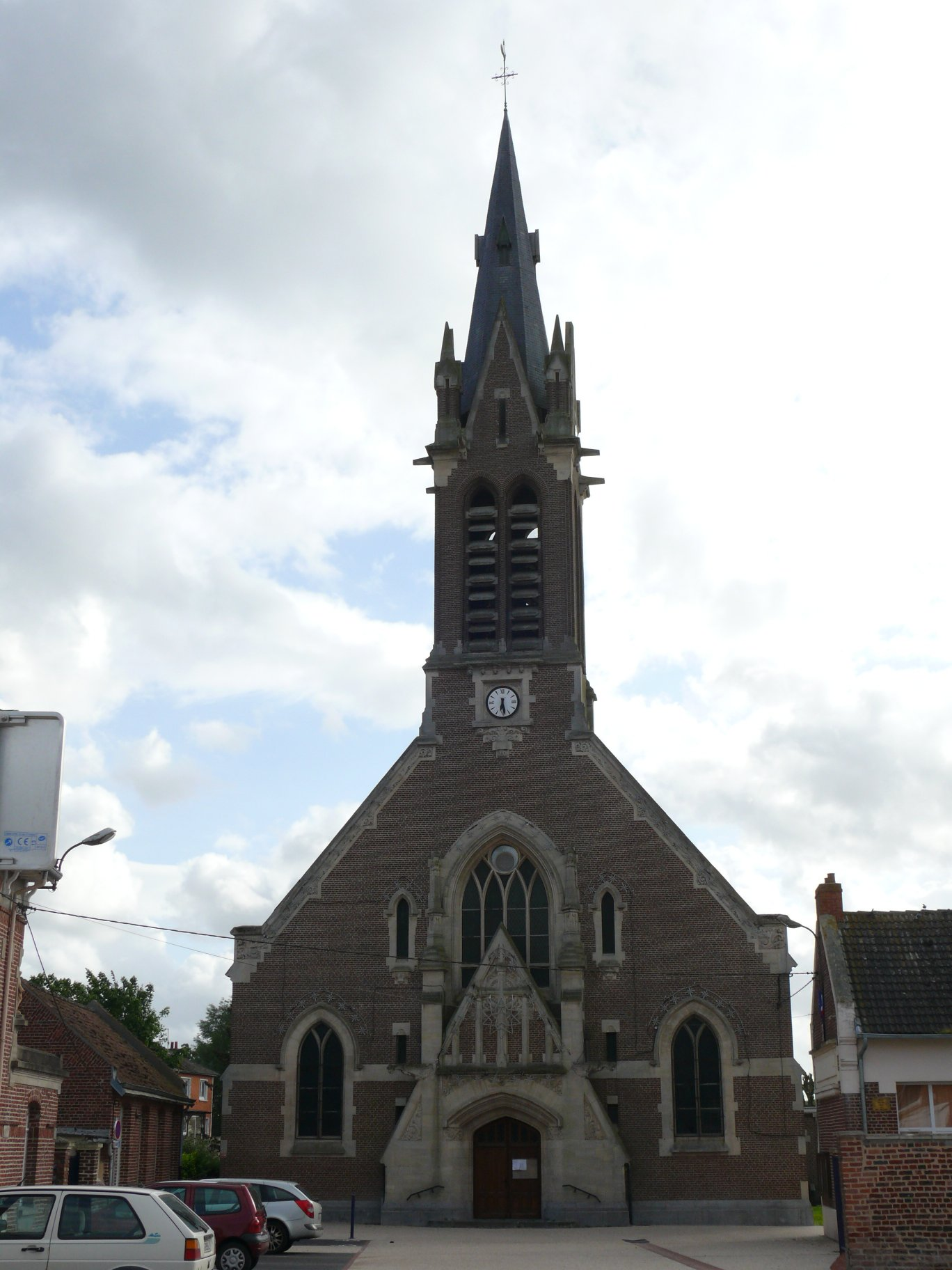
Церковь Непорочного Зачатия